# 大動脈縮窄
大動脈縮窄症（だいどうみゃくしゅくさくしょう、英Coarctation of the aorta：CoA）とは、大動脈への動脈管接続部の狭窄によって上肢高血圧，左室肥大，ならびに腹部臓器および下肢の灌流不良が生じる状態。 先天性心疾患の一つ。

## 分類
臨床的に以下に分類される。
- 大動脈縮窄複合（CoA-complex）
- 単純性大動脈縮窄（simple-CoA）

## 関連
- 小児科学
- 心臓血管外科学
- 循環器学